# 情報セキュリティアドミニストレータ試験
情報セキュリティアドミニストレータ試験（じょうほうセキュリティアドミニストレータしけん、Information Systems Security Administrator Examination、略称情報セキュアド、略号SU）は、情報処理技術者試験にあった区分である。
当時の高度情報処理技術者ではITSS-LV3ないしLV4の区分の一つであった。

## 概要
情報セキュリティに対する意識の高まりにより制定されたものである。ソフトウェア開発技術者試験（ITSS-LV3）の上位に位置しシステム管理/開発者側の試験とされていた。
管理者として情報システムのセキュリティを知る必要があるので、試験範囲の広さは基本情報技術者試験（ITSS-LV2）以上であり、システム監査技術者試験（ITSS-LV5※）を含めた他の区分も満遍なく知っている必要があった。
制定当初は、情報セキュリティに関する唯一の国家試験であったが、後にテクニカルエンジニア(情報セキュリティ)試験（ITSS-LV4）が制定されたため、利用者側に立っての試験は情報セキュリティアドミニストレータを、開発者側に立っての試験はテクニカルエンジニア (情報セキュリティ)を受験するというキャリアパスが提示されるようになった。
情報セキュリティアドミニストレータの受験者合格率は低く13%台、志願者合格率は8%台である。受験者層は下位の基本情報技術者や初級システムアドミニストレータ、ソフトウェア開発技術者のみならず、他の高度試験の合格者なども受験しており難易度は高く高度情報処理技術者のひとつである。
※旧制度の情報処理技術者試験では、ITSSはLV1～5を想定していた。
沿革
- 平成13年（2001年）秋期から年一回実施。略称及び略号は「セキュリティ、SS」。
- 平成17年（2005年）午前の試験時間延長及び出題数増加。
- 平成18年（2006年）略称及び略号が「情報セキュアド、SU」と変更。
  - 春期よりテクニカルエンジニア(情報セキュリティ)（略称及び略号が「情報セキュリティ、SV」）が制定されたことによる。
- 平成20年（2008年）秋期を最後に廃止。後身はテクニカルエンジニア(情報セキュリティ)試験と統合された情報セキュリティスペシャリスト試験（略号「SC」）（ITSS-LV4）。
- 平成28年（2016年）情報処理安全確保支援士（RISS）の平成29年（2017年）試験（略号「SC」）開始に伴い、情報セキュリティアドミニストレータ試験合格者もRISSみなし合格者[1]とする予定であったが、意見公募の結果、情報セキュリティアドミニストレータ試験合格者をみなし合格者としないよう施行規則が変更された。[2]
- 平成28年（2016年）情報セキュリティアドミニストレータ試験廃止後以来の利用者側[3]のセキュリティ知識・技能を認定する後継の情報セキュリティマネジメント試験が開始されている。

## 形式
午前
試験時間100分。四肢択一式（マークシート使用）で55問出題され全問解答。
- 当初から平成16年（2004年）までは、試験時間90分、50問出題。

午後I
試験時間90分。記述式で4問出題され3問選択し解答。
午後II
試験時間90分。記述式で2問出題され1問選択し解答。
- 平成18年度試験（テクニカルエンジニア(情報セキュリティ)の初回試験後の試験）においてどういった棲み分けが図られるのか注目されたが、L3スイッチやポートベースVLANなど詳細なネットワーク構成を前提としたもの、SQLインジェクションの原理やシンクライアントなどの技術的に高度な理解が前提となるもの、新技術への理解が前提になるものが出題された。また、テレワークのセキュリティ運用管理の問題にからめてWinny、Antinny、山田オルタナティブなどが出題された。なお、ISO/IEC 27001（情報セキュリティマネジメントシステムの国際標準）や個人情報保護マネジメントシステム（プライバシーマーク）の改訂規格に関する具体的な設問はなかった。これらのことから、セキュリティリスクや対策の最新動向、働き方や企業経営の変化を理解した上での、セキュリティポリシーや実施規定の策定・運用管理能力が求められていたといえる。

## 合格者の特典
- 科目免除又は任用資格
  - 弁理士試験の科目免除
  - 技術陸曹・海曹・空曹及び予備自衛官補（技能公募）の任用資格
  - 地方警察ハイテク犯罪捜査官、代表的には警視庁特別捜査官の3級職（巡査部長）のコンピュータ犯罪捜査官などの任用資格
  - 経済産業省の情報システム監査企業台帳、情報セキュリティ監査企業台帳の各監査業務の関連資格として記名可能となっている。

## その他
- IT人材育成センター国家資格・試験部の統計資料による累計の受験者数186,398人、合格者数24,796人、合格率13.3%
  - 統計資料の応募者・受験者・合格者の推移表[4]において、本試験にかかる数値はテクニカルエンジニア(情報セキュリティ)試験の数値と合算して情報セキュリティスペシャリスト試験に計上されている。

### 情報セキュリティマネジメント試験との違い
情報セキュリティアドミニストレータ試験（情報セキュアド）と同じ利用者側（ITを利活用する者）のセキュリティ知識・技能を認定する試験区分として、情報セキュリティマネジメント試験（セキュマネ）が2016年（平成28年）より実施されており、セキュマネが情報セキュアドの事実上の後継資格と捉えられることもあるが、実際の出題範囲および試験形式は大きく異なる。また、合格難易度も情報セキュアドのほうが遥かに高いものであった。